# Годлевський Аркадій Іванович
Годлевський Аркадій Іванович (22.09.1945 — 22.10.2016) — український лікар-хірург. Заслужений діяч науки і техніки України.

## Біографія
Годлевський Аркадій Іванович народився 22 вересня 1945 року у Вінниці у лікарській родині.
По отриманню середньої освіти вступив на лікувальний факультет Вінницького медичного інституту, який закінчив з відзнакою у 1969 році. Того ж року почав працювати на кафедрі факультетської хірургії старшим лаборантом під керівництвом професора І. М. Грабченка.
У період з 1970  року по 1972 рік  А. Годлевський проходив строкову службу у прикордонних військах КДБ СРСР.
Після демобілізації, з 1972  по 1974 рік навчався у клінічній ординатурі на кафедрі загальної хірургії Вінницького медичного інституту.
У 1974—1982 роках  працював лікарем-ординатором у хірургічному відділенні Вінницької обласної лікарні, поєднуючи практичну роботу з науковою діяльністю.
25 грудня 1978 року А. Годлевський захистив дисертацію та здобув науковий ступінь кандидата медичних наук.
У 1982 році був зарахований на посаду асистента кафедри госпітальної хірургії Вінницького медичного інституту.
У 1986 році працював у с. Лугини Житомирської області, надаючи медичну допомогу постраждалим внаслідок аварії на Чорнобильській АЕС.
10 грудня 1990 року А. Годлевський захистив дисертацію на здобуття наукового ступеня доктора медичних наук.
У 1991 році був обираний на посаду завідувача кафедри факультетської хірургії Вінницького медичного інституту та невдовзі перейшов працювати в міську клінічну лікарню № 2.
У 1992 році отримав вчене звання доцента, а згодом,  у 1993 році, професора.
Накопичений практичний та науковий досвід був вкладений А. І. Годлевським у створення спеціалізованого Центру хірургії печінки, позапечінкових протоків та підшлункової залози, який почав працювати у 2002 році.
Також завдяки зусиллям професора, спрямованим на вдосконалення надання хворим медичної допомоги, у  2008 році  Вінницька міська клінічна лікарня № 2 була перетворена на міську клінічну лікарню швидкої медичної допомоги.
За період наукової діяльності А. І. Годлевським видано 2 монографії, надруковано близько 400 наукових робіт, патентів на винахід, раціоналізаторських пропозицій.
Помер А. І. Годлевський 22 жовтня 2016 року.